# IBM 700/7000
IBM 700/7000 — серия больших компьютерных систем (мейнфреймов), которые производились IBM в 1950-х и начале 1960-х годов. Эта серия включала несколько различных, несовместимых процессорных архитектур. В серии 700 использовалась ламповая логика, которую в серии 7000 заменили транзисторами. 7000-е, в свою очередь, были заменены на IBM System/360, появившиеся в 1964 году, однако 360/65 — первый 360-й, являвшийся достаточно мощным, чтобы заменить 7000-е — был недоступен до ноября 1965. Проблемы с ранними OS/360 и высокая стоимость смены программного обеспечения привела к использованию 7000-х в течение многих последующих лет.

## Архитектуры
Серия IBM 700/7000 имела шесть совершенно разных способов хранения данных и команд:
- Первый (36/18-битные слова): 701
- Научный (36-битные слова): 704, 709, 7090, 7094, 7040, 7044
- Коммерческий (переменные длины строкового типа): 702, 705, 7080
- 1400 серия (переменные длины строкового типа): 7010
- Десятичный(слова в 10 десятичных цифр + знак): 7070, 7072, 7074 (старая модель IBM 650 — была также десятичная, но не совместима с набором команд новых моделей)
- Суперкомпьютер (64-битные слова): 7030 «Stretch»

Серия 700 использовала электронные лампы, а серия 7000 была транзисторной. Все машины (как и большинство других компьютеров того времени), использовали память на магнитных сердечниках, за исключением моделей 701 и 702.

### Проблемы совместимости программного обеспечения
Ранние компьютеры продавались без программного обеспечения. Когда операционные системы начали появляться, имелось четыре различных архитектуры мейнфреймов, что стало серьёзной проблемой для IBM, так как это требовало, по крайней мере, четырёх различных подходов к программированию.
В IBM System/360 объединили лучшие черты архитектур серий 7000 и 1400. Тем не менее, некоторые 360 модели имели дополнительные функции, которые позволяли им эмулировать наборы инструкций 1400 и 7000 в микрокоде. Одним из пунктов продажи IBM System/370, представленной в середине 1970 года, было улучшение эмуляции 1400/7000 серии, которая могла быть выполнена под контролем операционной системы, без необходимости выключения или перезагрузки в режим эмуляции, как требовалось в 360.

### Периферийные устройства
Хотя архитектура систем отличалась, машины одного класса использовали одинаковые технологии и, как правило, включали одинаковые периферийные устройства. Так, в ленточных накопителях IBM 727, предназначенных для ламповых машин, и IBM 729 для транзисторных, применялся общий 7-дорожечный формат. Как с ламповыми, так и с большинством транзисторных моделей использовались одни и те же перфораторы, считыватели перфокарт и строчные принтеры, представленные с моделью IBM 701. Эти устройства с обозначениями IBM 711, 721 и 716, были основаны на технологии табуляционных машин IBM, и даже включали управляющие коммутационные панели. Устройства были относительно медленными, поэтому часто в состав мейнфреймов серии 7000 включалась машина IBM 1401, чтобы выполнять операции переноса данных с перфокарт на магнитную ленту и печати данных с ленты в автономном режиме. Три более поздних машины, 7010, 7040 и 7044, использовали периферийные устройства от машин среднего уровня IBM серии 1400. Некоторые технологии для 7030 были использованы в каналах передачи данных и периферийных устройствах на других компьютерах серии 7000, например, ленточный накопитель IBM 7340.

## Первая архитектура (701)
Известна как Defense Calculator в то время как, разработанная в лаборатории IBM Poughkeepsie и представленная 7 Апреля 1953, эта машина формально называлась IBM 701 Electronic Data Processing Machine.

### Формат данных
Числа с фиксированной точкой длиной 36 или 18 бит, формат с плавающей точкой не поддерживался.
- Числа с фиксированной точкой хранились в двоичном представлении со знаком.

### Формат команд
Команды были одноадресные и имели длину 18 бит.
- Разряд знака (1 бит) — использовался как признак размера операнда: если установлен признак отрицательного числа, происходит обращение к целому слову, иначе к половинному слову.
- Код операции (5 бит) — 32 команды.
- Адрес (12 бит) — 4096 адресов половинных слов.

Память расширялась с 2048 до 4096 слов.

### Регистры
Регистры включали:
- AC  — 38-битный аккумулятор
- MQ — 36-битный регистр «множителя/остатка»

### Память
2,048 или 4,096 — 36-битных двоичных слов, способных содержать 6 6-битных символов.

## Научная архитектура (704/709/7090/7094)
36-битная научная архитектура IBM использовалась для различных вычислительно затратных приложений.

### Формат данных
Числа имели 36 битную длину, поддерживались форматы с плавающей и фиксированной точкой.
- Числа с фиксированной точкой хранились в двоичном коде.
- Единичная точность чисел с величиной после знака.
- Двойная точность чисел с величиной после знака.

### Формат команд
Базовыми командами являлись 3-битный префикс, 15-битный декремент, 3-битный тэг, и 15-битный адрес. Поле префикса указывало класс команды. Поле декремента часто содержало непосредственный операнд изменения результата операции, либо использовалось для дальнейшего определения типа команды. Поле адреса содержало адрес или непосредственный операнд.

### Регистры
Регистры включали:
- AC — 38-битный аккумулятор
- MQ — 36-битный регистр «множителя/остатка»
- XR — 3 или 7 15-битных индексных регистров
- SI — 36-битный регистр считывания для взаимодействия с консолью оператора.

### Память
- 704
  - 4,096 или 8,192 или 32,768 — 36-битные двоичные слова с 6-битными символами.
- 709, 7090, 7094, 7094 II, 7040, 7044
  - 32,768 — 36-bit двоичные слова с 6-битными символами.

## Коммерческая архитектура (702/705/7080)
IBM 702 и IBM 705 были похожи. Так на 705 могут работать некоторые программ с 702, без изменений.
IBM 7080 был транзисторной версией 705, имеющей различные изменения. Для большей совместимости он мог быть запущен в режимах: 705 I, 705 II, 705 III или полном 7080.

### Формат данных
Информация представлялась строками символов изменяющейся длины.

### Формат команд
Пять символов: один символ кода операции и четыре символа адреса — OAAAA

### Регистры
- 702
  - 2 Аккумулятора (A & B) — 512 символов
- 705
  - 1 Аккумулятор — 256 символов
  - 14 вспомогательных блоков хранения — 16 символов
  - 1 вспомогательный блок хранения — 32 символов
- 7080
  - 1 Аккумулятор — 256 символов
  - 30 вспомогательных блоков хранения — 512 символов
  - 32 коммуникационных блоков хранения — 8 символов

### Память
- 702
  - 2000 или 10 000 символов
  - Скорость цикла — 23 микросекунды.
- 705 (модели I, II, or III)
  - 20 000 или 40 000 или 80 000 символов в памяти на магнитных сердечниках.
  - Скорость цикла — 17 микросекунд или 9.8 микросекунд.
- 7080
  - 80 000 или 160 000 символов в памяти на магнитных сердечниках.
  - Скорость цикла — 2.18 микросекунды